# کلوتو

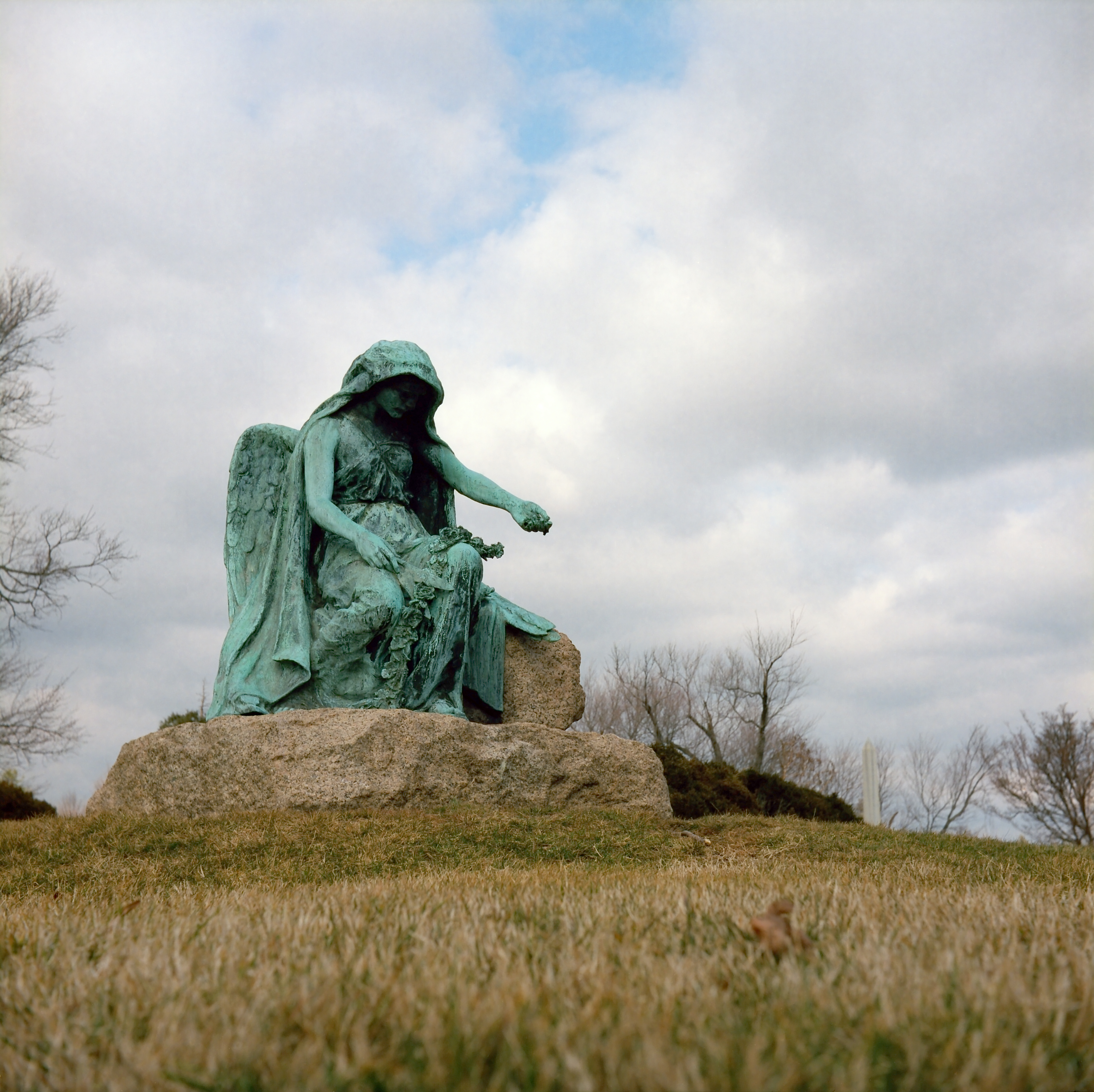
تندیس کلوتو در قبرستانی واقع در نزدیکی بالتیمور، مریلند

کلوتو (به یونانی: Κλωθώ) در اسطوره‌شناسی یونانی جوان‌ترین ایزدبانو در میان مویرای یا الهه‌های سرنوشت، در کنار خواهرانش لاکسیس و اتروپوس است، و در عین حال یکی از کهن‌ترین الهه‌ها در اساطیر یونانی باستان به‌شمار می‌رود. او دختر زئوس و تمیس است، اگرچه برخی روایات آنانکی (ضرورت) تجسم شخصیت سرنوشت، را به عنوان مادرش ذکر کردند. کلوتو قابل قیاس با نونا در اسطوره‌شناسی روم باستان است. کلوتو توسط دشکی وظیفه بافتن ریسمان زندگی تمام انسان‌های فانی را بر عهده داشت و همچنین او کسی بود که تصمیم می‌گرفت چه زمانی افراد متولد شوند یا از دنیا بروند، همراه با دیگر تصمیمات مهمی در زمینه‌های مشابه بر عهده‌اش بود. اندازه طول ریسمان مدت زمان زندگی فرد در طول حیاتش را تعیین می‌نمود. در گذشته‌ها اعتقاد بر این بود که این سه خواهر و هرمس، الفبا را برای مردمشان ایجاد کردند. هیچ‌کس به درستی نمی‌داند کلوتو و خواهرانش به چه میزان قدرت داشتند، اما آن‌ها اغلب از دستورهای زئوس و دیگر ایزدان نافرمانی می‌کردند.
کلوتو و خواهرانش نقش‌های کلیدی را در افسانه‌های یونانی ایفا کردند و به عنوان یکی از سه سرنوشت، تأثیر او در اساطیر یونان قابل توجه بود؛ او آفرودیته را مجبور کرد با ایزدان دیگر همبستر شود، تایفون هیولا را توسط میوه‌ای سمی کشت، پلوپس را پس از اینکه توسط پدرش تانتالوس قطعه قطعه و پخته شد، به زندگی بازگرداند. آلکستیس، زنی فانی که الهه‌های سرنوشت را مست کرد و آن‌ها را فریب داد تا همسرش آدمتوس را از مرگ نجات دهند. سه خواهر فقط در ازای اینکه کسی جایگزینش شود قبول کردند، آلکستیس چون کسی را نیافت تا قربانی کند، حاضر شد به جای او بمیرد تا آدمتوس جاودانه شود.

## منشاء
اگرچه به نظر نمی‌رسد در اسطوره‌شناسی کلاسیک یونان، داستان حماسی‌ای وجود داشته باشد که در آن الهه‌های سرنوشت محور اصلی داستان باشند، اما آن‌ها نقش‌های مهمی در زندگی ایزدان و انسان‌های فانی ایفا کرده‌اند. احتمالاً نسخه‌های اسطوره‌ای مربوط به ریشه‌های اولیه آن‌ها در گذار از اسطوره‌شناسی یونانی ماقبل تاریخ به نوشته‌های کلاسیک از بین رفته‌اند. به گفتهٔ هزیود در تئوگونیا، کلوتو و خواهرانش (اتروپوس و لاکسیس) دختران نیکس (شب) بودند و از پدر برخوردار نبودند. بعدها در همان اثر (II. ۹۰۱-۹۰۶) گفته می‌شود که آن‌ها دختران زئوس و تمیس هستند. از کلوتو در کتاب دهم جمهور اثر افلاطون نیز به عنوان دختر آنانکی (ضرورت) یاد شده است.
در اسطوره‌شناسی روم اعتقاد بر این بود که کلوتو دختر اورانوس (آسمان) و گایا (زمین) محسوب می‌شود.